# أليخو مانسيسيدور
أليخو مانسيسيدور (بالإسبانية: Alejo Mancisidor)‏ مواليد 31 يوليو 1970 في سان سيباستيان، هو لاعب كرة مضرب إسباني سابق بدأ مسيرته كمحترف سنة 1991 وكان يلعب باليد اليمنى. أعلى تصنيف له في الفردي كان المركز الـ 120 في سنة 1995. أعلى تصنيف له في الزوجي كان المركز الـ 433 في سنة 1994.

## النهائيات

### الفردي: (2)
| الرقم | السنة | الدورة                   | الأرضية | المنافس في النهائي | النتيجة في النهائي |
| ----- | ----- | ------------------------ | ------- | ------------------ | ------------------ |
| 1.    | 1994  | برونكس، الولايات المتحدة | صلبة    | كريس وودروف        | 6–2, 6–4           |
| 2.    | 1994  | ناتال، البرازيل          | ترابية  | فيرناندو ميليغيني  | 6–3, 3–6, 7–5      |

## روابط خارجية
- أليخو مانسيسيدور على موقع رابطة محترفي التنس (الإنجليزية)
- أليخو مانسيسيدور على موقع الاتحاد الدولي لكرة المضرب (الإنجليزية)
- أليخو مانسيسيدور على موقع خلاصة التنس.كوم (الإنجليزية)